# Jörg Erlebach
Jörg Erlebach (* 30. April 1965 im Allgäu) ist ein deutscher Schriftsteller. Seine Werke umfassen die Bereiche Historie, Fantasy und Urban Fantasy.

## Leben und Wirken
Seit seiner Lehre zum Bankkaufmann durchlief er verschiedene Stationen des Banken-, Investment- und Versicherungssektors. Anfang der 2000er-Jahre verschlug es Jörg Erlebach nach Frankfurt am Main. Hier lebt, arbeitet und schreibt der Autor im urbanen Stadtteil Bornheim. Inspiriert von der lebhaften Vergangenheit Frankfurts, spürte Erlebach mehreren alten Legenden nach, interpretierte sie neu und schuf daraus neue Geschichten. Die ersten zwei Bände der daraus entstandenen »Frankfurt«-Saga (Schwarze Schatten über Frankfurt und Graue Nebel unter Frankfurt) wurden im Dezember 2020 offiziell von der Stadt Frankfurt am Main empfohlen.

## Werke

### Chroniken aus Schattenwelt-Trilogie
- 2019 – Chroniken aus Schattenwelt: Band 1 – Der Stern von Taurin – ISBN 978-3-946446-96-5  (erschienen im SadWolf Verlag)
- 2019 – Chroniken aus Schattenwelt: Band 2 – Die silberne Lanze – ISBN 978-3-96478-002-7  (erschienen im SadWolf Verlag)
- 2021 – Chroniken aus Schattenwelt: Band 3 – Die steinernen Hallen – ISBN 978-3-96478-053-9 (erschienen im SadWolf Verlag)

### Frankfurt-Saga
- 2019 – Schwarze Schatten über Frankfurt – ISBN 978-3-96478-017-1  (erschienen im SadWolf Verlag)
- 2019 – Graue Nebel unter Frankfurt – ISBN 978-3-96478-014-0  (erschienen im SadWolf Verlag)